# GSC3969-1132
GSC3969-1132 — хімічно пекулярна зоря спектрального класу A3, що має видиму зоряну величину в смузі V приблизно 10,0.